# Estación de Muelle Heredia
La estación suburbana de autobuses de Málaga, más conocida como subestación de Muelle Heredia, sirve de base para varias líneas de autobús interurbano del Consorcio de Transporte Metropolitano del Área de Málaga que tienen origen y destino en la ciudad española de Málaga.
La instalación se encuentra en la Avenida de Manuel Agustín Heredia, que linda con el Muelle 4 del Puerto de Málaga o "Muelle Heredia" del que recibe su nombre. Se ubica en dentro de los límites de “Soho Málaga” o Ensanche de dicha ciudad. Está próxima a la Plaza de la Marina y al edificio de la antigua estación ferroviaria suburbana.

## Características
Su construcción comenzó en 1987 por parte del Ayuntamiento de Málaga y la EMT en terrenos cedidos por la Autoridad Portuaria de Málaga para cubrir lo que entonces se conocía como área suburbana o de cercanías (hoy Área Metropolitana de Málaga). Esta estación está construida sobre un carril de acceso restringido a vehículos autorizados segregado de la calzada centra de la vía. Consta de un andén de 120 metros sobre el cual se ubican mostradores de información y venta y un servicio de bar, todo ello cubierto por una marquesina. 
En mayo de 2010 concluyeron los trabajos de remodelación y modernización de sus instalaciones llevados a cabo por el Consorcio de Transporte Metropolitano del Área de Málaga. Aunque su emplazamiento no es definitivo ya que se prevé el traslado de la instalación una vez comiencen a ejecutarse los proyectos planeados para esta zona del recinto del puerto según el Plan Espacial del Puerto; es por esto que los nuevos elementos instalados van a ser fáciles de desmontar y trasladar.

## Funciones
Esta estación permite el transporte de pasajeros con origen o destino a otros puntos del área metropolitana y lo hace desde el mismo centro de la ciudad, ya que está próxima al centro histórico y al puerto; y facilita el transbordo con la gran mayoría de las líneas urbanas de la EMT con parada o cabecera en la Alameda Principal y en el Paseo del Parque.

## Líneas de autobuses interurbanos
| Líneas interurbanas con cabecera/parada en Muelle Heredia | Líneas interurbanas con cabecera/parada en Muelle Heredia | Líneas interurbanas con cabecera/parada en Muelle Heredia | Líneas interurbanas con cabecera/parada en Muelle Heredia |
| Línea                                                     | Trayecto                                                  | Recorrido y Horarios                                      | Plano                                                     |
| --------------------------------------------------------- | --------------------------------------------------------- | --------------------------------------------------------- | --------------------------------------------------------- |
| M-110                                                     | Málaga-Benalmádena Costa                                  | Recorrido y Horarios                                      | Plano                                                     |
| M-113                                                     | Málaga-Fuengirola-Las Lagunas (Directo)                   | Recorrido y Horarios                                      | Plano                                                     |
| M-117                                                     | Málaga-Fuengirola-Las Lagunas                             | Recorrido y Horarios                                      | Plano                                                     |
| M-131                                                     | Málaga-Cártama                                            | Recorrido y Horarios                                      | Plano                                                     |
| M-146                                                     | Cártama-El Sexmo-Teatinos-Málaga                          | Recorrido y Horarios                                      | Plano                                                     |
| M-147                                                     | Málaga-Teatinos-Cártama                                   | Recorrido y Horarios                                      | Plano                                                     |
| M-148                                                     | Málaga-El Sexmo-Cártama                                   | Recorrido y Horarios                                      | Plano                                                     |
| M-160                                                     | Málaga-Rincón de la Victoria-Cotomar                      | Recorrido y Horarios                                      | Plano                                                     |
| M-161                                                     | Málaga-Totalán                                            | Recorrido y Horarios                                      | Plano                                                     |
| M-162                                                     | Málaga-Olías                                              | Recorrido y Horarios                                      | Plano                                                     |
| M-163                                                     | Málaga-Rincón de la Victoria-Los Rubios                   | Recorrido y Horarios                                      | Plano                                                     |
| M-260                                                     | Málaga-Vélez Málaga (por Torre de Benagalbón)             | Recorrido y Horarios                                      | Plano                                                     |
| M-261                                                     | Málaga-Benagalbón-Moclinejo                               | Recorrido y Horarios                                      | Plano                                                     |
| M-262                                                     | Málaga-Benagalbón-Almáchar                                | Recorrido y Horarios                                      | Plano                                                     |
| M-360                                                     | Málaga-Olías-Comares                                      | Recorrido y Horarios                                      | Plano                                                     |
| M-362                                                     | Málaga-Nerja (por Torre de Benagalbón)                    | Recorrido y Horarios                                      | Plano                                                     |
| M-363                                                     | Málaga-Torrox (por Torre de Benagalbón)                   | Recorrido y Horarios                                      | Plano                                                     |
| M-364                                                     | Málaga-Periana (por Torre de Benagalbón)                  | Recorrido y Horarios                                      | Plano                                                     |
| M-365                                                     | Málaga-Riogordo (por Torre de Benagalbón)                 | Recorrido y Horarios                                      | Plano                                                     |

## Líneas de autobuses urbanos
| Líneas urbanas con cabecera/parada en las inmediaciones de Muelle Heredia | Líneas urbanas con cabecera/parada en las inmediaciones de Muelle Heredia | Líneas urbanas con cabecera/parada en las inmediaciones de Muelle Heredia | Líneas urbanas con cabecera/parada en las inmediaciones de Muelle Heredia |
| Línea                                                                     | Trayecto                                                                  | Frecuencia Media (Laborables)                                             |                                                                           |
| ------------------------------------------------------------------------- | ------------------------------------------------------------------------- | ------------------------------------------------------------------------- | ------------------------------------------------------------------------- |
| 27                                                                        | Avenida de Manuel Agustín Heredia - Polígono I. Guadalhorce               | 70-80 minutos                                                             |                                                                           |

| Líneas urbanas con cabecera/parada en la Alameda Principal | Líneas urbanas con cabecera/parada en la Alameda Principal | Líneas urbanas con cabecera/parada en la Alameda Principal | Líneas urbanas con cabecera/parada en la Alameda Principal |
| Línea                                                      | Trayecto                                                   | Frecuencia Media (Laborables)                              |                                                            |
| ---------------------------------------------------------- | ---------------------------------------------------------- | ---------------------------------------------------------- | ---------------------------------------------------------- |
| 1                                                          | Parque del Sur – Alameda Principal – San Andrés            | 10-12 Minutos                                              |                                                            |
| 2                                                          | Alameda Principal – Ciudad Jardín                          | 10-11 minutos                                              |                                                            |
| 3                                                          | Puerta Blanca - El Palo (Carretera de Olías)               | 9-10 minutos                                               |                                                            |
| 4                                                          | Paseo del Parque – Cruz Humilladero – Cortijo Alto         | 11-12 minutos                                              |                                                            |
| 5                                                          | Alameda Principal – Guadalmar - Parque de Ocio             | 33 minutos                                                 |                                                            |
| 6                                                          | Alameda Principal – La Milagrosa                           | 50 minutos                                                 |                                                            |
| 7                                                          | Alameda Principal – Miraflores de los Ángeles – Carlinda   | 10-11 minutos                                              |                                                            |
| 8                                                          | Alameda Principal – Colonia Santa Inés – Clínico           | 12-13 minutos                                              |                                                            |
| 9                                                          | Alameda Principal – Churriana                              | 50 minutos                                                 |                                                            |
| 10                                                         | Alameda Principal – Churriana                              | 50 minutos                                                 |                                                            |
| 11                                                         | Universidad – El Palo (Playa Virginia)                     | 9-11 minutos                                               |                                                            |
| 14                                                         | Paseo de la Farola – Carranque – Teatinos                  | 11 minutos                                                 |                                                            |
| 16                                                         | Paseo del Parque – Misericordia – Térmica                  | 12-13 minutos                                              |                                                            |
| 17                                                         | Alameda Principal – Las Virreinas – La Palma               | 11 minutos                                                 |                                                            |
| 19                                                         | Paseo del Parque – Intelhorce – Campanillas - Maqueda      | 30 minutos                                                 |                                                            |
| 20                                                         | Los Prados - Jardín de Málaga – Alegría de la Huerta       | 15 minutos                                                 |                                                            |
| 21                                                         | Alameda Principal – Carlos Haya – Puerto de la Torre       | 11-12 minutos                                              |                                                            |
| 23                                                         | Alameda Principal – El Cónsul – Parque Cementerio          | 20-30 minutos                                              |                                                            |
| 25                                                         | Paseo del Parque – Campanillas – Maqueda                   | 15-25 minutos                                              |                                                            |
| 30                                                         | Alameda Principal – Mangas Verdes                          | 45-50 minutos                                              |                                                            |
| 31                                                         | Alameda Principal – Carranque – Palacio de los Deportes    | 17-21 minutos                                              |                                                            |
| 32                                                         | Avenida de Andalucía – Limonar – Mayorazgo                 | 17-25 minutos                                              |                                                            |
| 33                                                         | Avenida de Andalucía – Cerrado de Calderón                 | 25-35 minutos                                              |                                                            |
| 34                                                         | Avenida de Andalucía – Pedregalejo                         | 25-35 minutos                                              |                                                            |
| 35                                                         | Avenida de Andalucía – Gibralfaro                          | 40-50 minutos                                              |                                                            |
| 36                                                         | Alameda de Colón – Conde Ureña                             | 60 minutos                                                 |                                                            |
| 37                                                         | Avenida de Andalucía – Altamira – Monte Dorado             | 25-35 minutos                                              |                                                            |
| 38                                                         | Alameda Principal – Granja Suárez                          | 25 minutos                                                 |                                                            |
| 64                                                         | Alameda Principal – Avda. Andalucía – Rastro               | 20-30 minutos (Domingos)                                   |                                                            |
| C1                                                         | Circular 1                                                 | 12 minutos                                                 |                                                            |
| C2                                                         | Circular 2                                                 | 12-13 minutos                                              |                                                            |
| A                                                          | Paseo del Parque – Aeropuerto                              | 23-30 minutos                                              |                                                            |
| N1                                                         | Puerta Blanca – Alameda Principal – El Palo                |                                                            |                                                            |
| N2                                                         | Plaza de la Marina – Circular                              |                                                            |                                                            |

## Bus turístico
| Línea         | Trayecto                       | Recorrido                                                  | Operadora       |
| ------------- | ------------------------------ | ---------------------------------------------------------- | --------------- |
| Bus turístico | Estación de Málaga-Centro-Este | Info Archivado el 1 de febrero de 2010 en Wayback Machine. | City Sightseing |